# Robert Habeck

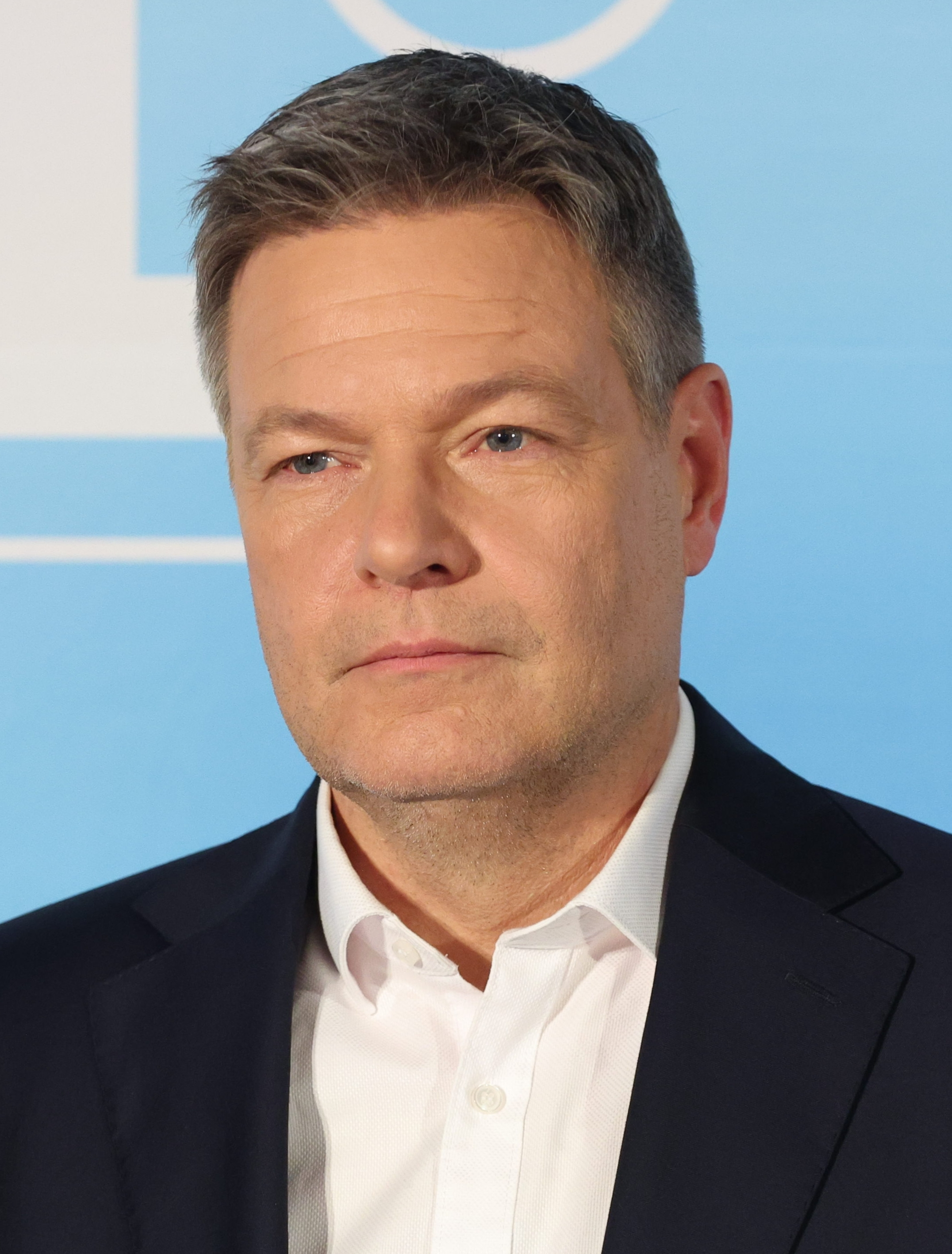
Robert Habeck (2025)

Robert Habeck (* 2. September 1969 in Lübeck) ist ein deutscher Politiker (Bündnis 90/Die Grünen) und Schriftsteller. Von 2021 bis 2025 war er Vizekanzler sowie Bundesminister für Wirtschaft und Klimaschutz im Kabinett Scholz. Gemeinsam mit Annalena Baerbock war er von Januar 2018 bis Februar 2022 Bundesvorsitzender der Partei Bündnis 90/Die Grünen. Für die Bundestagswahl 2021 waren Baerbock und er das Spitzenduo der Grünen, wobei Baerbock Kanzlerkandidatin war. Bei der Bundestagswahl 2025 trat er selbst für seine Partei als Kanzlerkandidat an.
Habeck zog 2009 erstmals in den Schleswig-Holsteinischen Landtag ein und wurde dort Fraktionsvorsitzender. Bei der vorgezogenen Neuwahl 2012 und bei der Landtagswahl 2017 trat er als Zweiter auf der Landesliste seiner Partei an. Von 2012 bis 2018 amtierte er als stellvertretender Ministerpräsident und Minister für Energiewende, Landwirtschaft, Umwelt und Natur (ab 2017 auch für Digitalisierung) im Kabinett Albig sowie im Kabinett Günther I. Bei der Bundestagswahl 2021 errang er für die Grünen das Direktmandat im Wahlkreis Flensburg-Schleswig, 2025 wurde er über die Landesliste erneut in den Bundestag gewählt.

## Schulbildung und Studium
Habeck wurde als Sohn von Hermann Habeck und dessen Frau Hildegard, geb. Granzow, in Lübeck geboren und wuchs in Heikendorf bei Kiel auf, wo seine Eltern eine Apotheke betrieben. Er spielte bis zu seinem 16. Lebensjahr Fußball beim Heikendorfer SV. Er legte sein Abitur 1989 an der Heinrich-Heine-Schule in Heikendorf ab. Nach eigenen Angaben litt Habeck als Schüler unter Rechtschreibschwäche mit Tendenz zur Legasthenie. Nach dem Zivildienst beim damaligen Hamburger Spastikerverein (heute Leben mit Behinderung Hamburg Elternverein) begann er zum Sommersemester 1991 ein Magisterstudium mit der Fächerkombination Germanistik, Philosophie und Philologie an der Albert-Ludwigs-Universität in Freiburg im Breisgau und besuchte nach der Zwischenprüfung im Wintersemester 1992/93 die Universität Roskilde in Dänemark. Nach Habecks Angaben war das Hochschulsystem dort, verglichen mit seinem Studium in Deutschland, durch selbstständigere Zeiteinteilung, ausgeprägtere Gruppenarbeit und eigenständigere Wissenssuche geprägt, was ihn bei der Entwicklung seines „pragmatischen Idealismus“ beeinflusst habe. Auch politisch habe ihn die Zeit in Roskilde geprägt.
Im Jahre 1996 erwarb Robert Habeck an der Universität Hamburg seinen Magisterabschluss mit einer Abhandlung zu den Gedichten von Casimir Ulrich Boehlendorff (1775–1825), über die er ein Jahr später im Verlag Königshausen & Neumann eine stilkritische Untersuchung veröffentlichte. Von 1996 bis 1998 absolvierte er an der Universität Hamburg ein Promotionsstudium. Im Jahre 2000 wurde er mit einer literaturwissenschaftlichen Arbeit über die unterschiedlichen Darstellungsformen in Literatur und digitalen Medien zum Dr. phil. promoviert. Betreuer waren Ulrich Wergin und Gunter Martens. Diese Arbeit ist unter dem Titel Die Natur der Literatur. Zur gattungstheoretischen Begründung literarischer Ästhetizität ebenfalls im Verlag Königshausen & Neumann erschienen. Die Dissertation wurde nach dem Hamburger Gesetz zur Förderung des wissenschaftlichen und künstlerischen Nachwuchses von Oktober 1996 bis September 1998 mit einem Stipendium gefördert.

## Literarische Tätigkeit

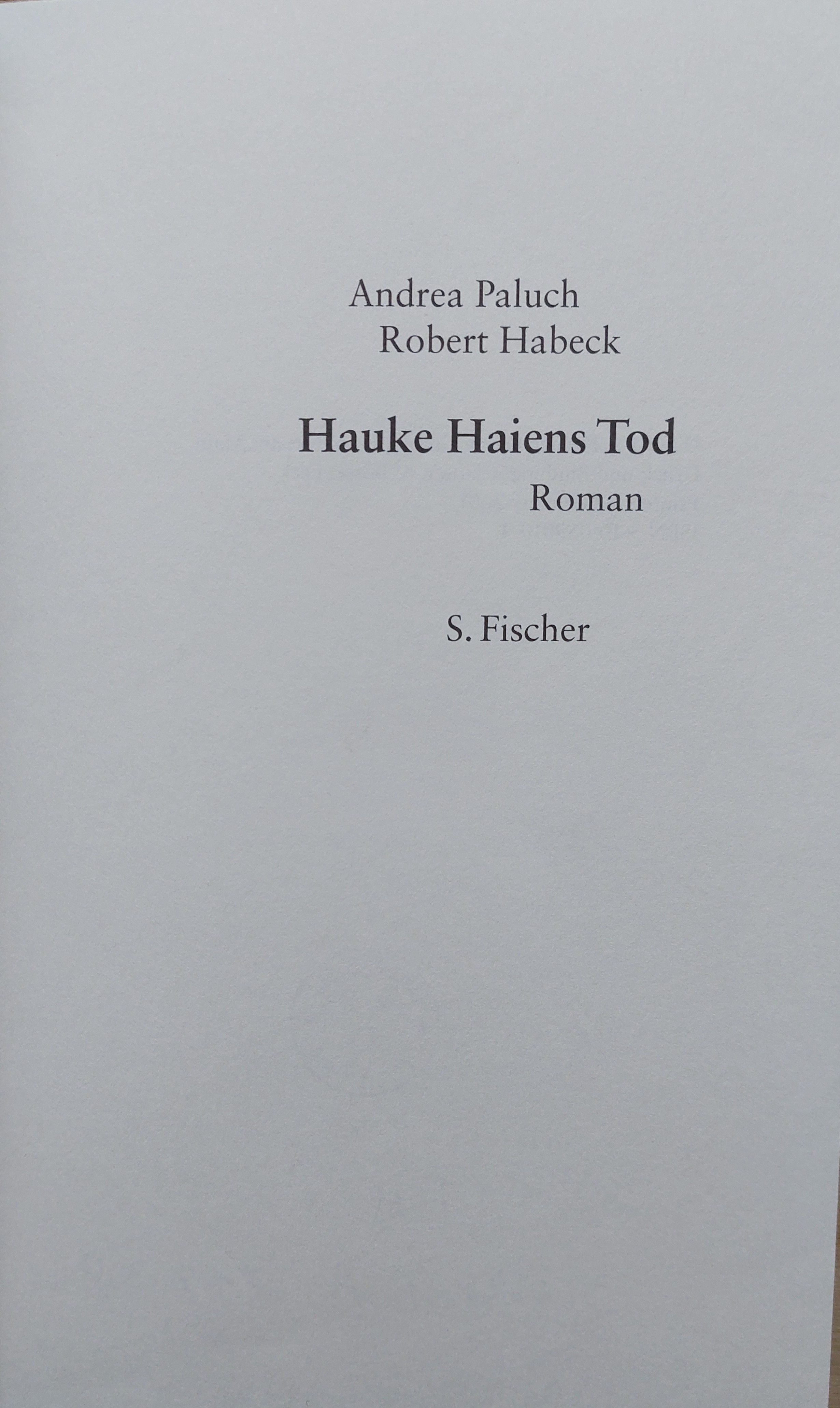
Roman (2001)

Seit 1999 arbeiten Robert Habeck und seine Ehefrau Andrea Paluch als freie Schriftsteller und veröffentlichen gemeinsam. In Interviews betonen sie, dass ihre doppelte Autorenschaft eine bewusste Entscheidung für einen gemeinsamen Lebensentwurf sei. Neben Kinderbüchern und Übersetzungen englischer Lyrik unter anderem von Ted Hughes veröffentlichte Robert Habeck (mit Andrea Paluch) die Romane Hauke Haiens Tod (2001, eine literarische Adaption von Storms Novelle Der Schimmelreiter, die 2023 mit Die Flut – Tod am Deich von Andreas Prochaska verfilmt wurde), Der Schrei der Hyänen (2004), Der Tag, an dem ich meinen toten Mann traf (2005), Zwei Wege in den Sommer (2006), Unter dem Gully liegt das Meer (2007) und SommerGIG (2009). Im Dezember 2008 wurde im Theater Kiel das erste Theaterstück der beiden uraufgeführt. Es hat den Titel Neunzehnachtzehn und handelt vom Kieler Matrosenaufstand im November 1918. Der Roman Der Tag, an dem ich meinen toten Mann traf wurde 2008 verfilmt. 2021 schrieb Habeck das Nachwort zur Neuausgabe des Buchs Das Prinzip Verantwortung von Hans Jonas.

## Politische Tätigkeit

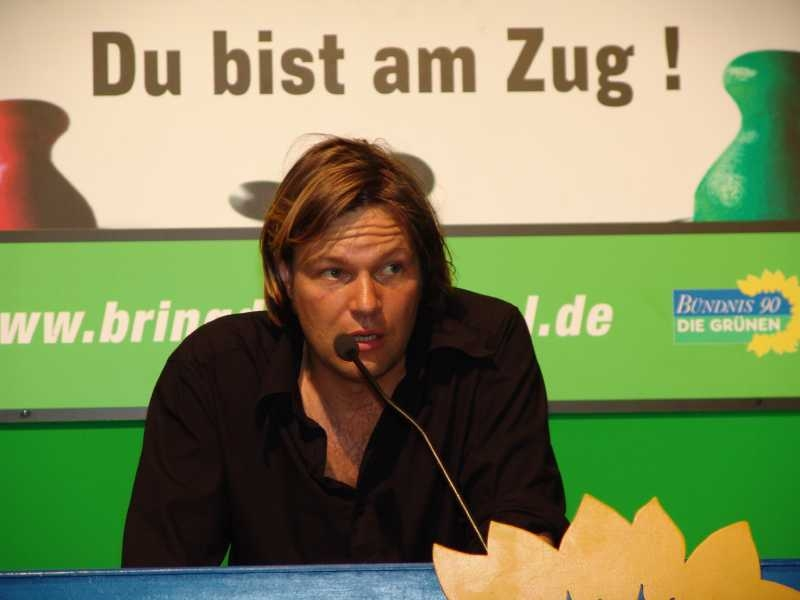
Robert Habeck, 2005

### Anfänge in der Kommunal- und Landespolitik
2002 wurde Habeck Mitglied von Bündnis 90/Die Grünen. Anlass war nach seinem Bekunden ein fehlender Radweg in seinem damaligen Wohnumfeld. Von 2002 bis 2004 war er Kreisvorsitzender in Schleswig-Flensburg, 2004 wurde er Vorsitzender des Landesverbandes Bündnis 90/Die Grünen Schleswig-Holstein und bekleidete dieses Amt bis 2009. 2006 kandidierte Habeck als Beisitzer für den Bundesvorstand, unterlag aber. Bei den Kommunalwahlen in Schleswig-Holstein 2008 war er Spitzenkandidat für die Grünen im Kreis Schleswig-Flensburg und wurde im August Fraktionsvorsitzender im Kreistag Schleswig-Flensburg.

### Spitzenkandidat bei den Landtagswahlen 2009 und 2012
Habeck und Monika Heinold waren die Spitzenkandidaten der Grünen bei der Landtagswahl in Schleswig-Holstein 2009. Nach der Wahl wurde Habeck Fraktionsvorsitzender im Landtag. Die Landtagsfraktionen der Grünen und des SSW erhoben eine Normenkontrollklage gegen die Auslegung des Wahlgesetzes bezüglich der dort verankerten Begrenzung der Ausgleichsmandate vor dem Landesverfassungsgericht und bekamen im August 2010 schließlich Recht. Bei der dadurch um zwei Jahre vorgezogenen Landtagswahl 2012 wurde Habeck erneut als Spitzenkandidat aufgestellt.

### Landesminister in Schleswig-Holstein (2012–2018)
Nach der Wahl 2012 wurde Habeck zum stellvertretenden Ministerpräsidenten und zum Minister für Energiewende, Landwirtschaft, Umwelt und ländliche Räume ernannt. Ein Hauptaugenmerk legte er auf die Energiewende: Die im Land installierte Leistung an erneuerbaren Energien steigerte sich in seiner ersten Amtszeit von 5,3 Gigawatt im Jahr 2012 auf 10,1 GW 2016. Außerdem wurde wegen der Ablehnung durch die Landesregierung der Bau des Kohlekraftwerks Brunsbüttel gestoppt. Im Mai 2015 nahm die Europäische Kommission das Landesprogramm ländlicher Raum 2014 bis 2020 an, das unter Habeck erarbeitet wurde. Es sieht Fördermittel für Landwirte vor, die ökologische Landwirtschaft betreiben oder auf diese umstellen wollen. Die ökologisch bewirtschaftete Fläche in Schleswig-Holstein wuchs von 2014 bis 2017 um 50 Prozent. Ein weiterer politischer Erfolg war im Juli 2015 der sogenannte „Muschelfrieden“, eine Vereinbarung für eine naturverträgliche Miesmuschelkulturwirtschaft.
Nach Bildung einer Jamaika-Koalition von CDU, FDP und Grünen nach der Landtagswahl in Schleswig-Holstein 2017 wurde Robert Habeck am 28. Juni 2017 im Kabinett Günther I zum Minister für Energiewende, Landwirtschaft, Umwelt, Natur und Digitalisierung ernannt. Auch in seiner zweiten Amtszeit setzte er sich für den Ausbau der erneuerbaren Energien ein.

### Urwahl für die Spitzenkandidatur zur Bundestagswahl 2017
Im Mai 2015 erklärte Habeck, bei einer Urwahl der Grünen für die Spitzenkandidatur bei der Bundestagswahl zu kandidieren. Eine Bewerbungsrede für die Kandidatur um einen Sitz in der Doppelspitze des Bundesvorstands hielt er auf dem Landesparteitag der Grünen in Neumünster im April 2016. Bei der Wahl galt er zunächst in den Medien als Außenseiter, erhielt jedoch 35,74 % der Stimmen und unterlag damit nur knapp Cem Özdemir, der sich mit 35,96 % als männlicher Teil der Doppelspitze durchsetzte; an dritter Stelle lag Anton Hofreiter mit 26,19 % – weil eine Stichwahl nicht vorgesehen war, reichte die relative Mehrheit. Habeck kandidierte dann bei der Bundestagswahl nicht. Nach der Bundestagswahl 2017 fungierte er als einer der grünen Unterhändler während der Sondierungsgespräche für eine Jamaika-Koalition, die nach der Ablehnung durch die FDP beendet wurden.

### Bundesvorsitzender der Grünen (2018–2022)
Am 27. Januar 2018 wurden Habeck und Annalena Baerbock zu den Bundesvorsitzenden von Bündnis 90/Die Grünen gewählt. Im Mai 2018 reichte Habeck seinen Rücktritt vom Ministeramt in Schleswig-Holstein ein, da nach den Parteistatuten von Bündnis 90/Die Grünen eine Mitgliedschaft im Bundesvorstand unvereinbar ist mit einem Ministeramt. Dieser Punkt der Satzung wurde auf einem Parteitag der Grünen im Januar 2018 entschärft, um Habeck eine Übergangszeit von bis zu acht Monaten zu ermöglichen. Am 31. August 2018 schied Habeck aus dem Kabinett in Schleswig-Holstein aus, sein Nachfolger wurde Jan Philipp Albrecht. Aus dem Landtag schied er ebenfalls aus. Am 16. November 2019 wurden Habeck und Baerbock für zwei weitere Jahre im Amt bestätigt.

### Bundestagswahl 2021
Im Juli 2020 kündigte Habeck an, bei der Bundestagswahl 2021 als Direktkandidat für den Wahlkreis Flensburg – Schleswig anzutreten. Von den Grünen im Wahlkreis wurde er im April 2021 für diese Kandidatur gewählt. Im März wurde er zudem hinter Luise Amtsberg auf Platz 2 der Landesliste der Bündnis 90/Die Grünen Schleswig-Holstein gewählt. Bei der Bundestagswahl gewann er den Wahlkreis Flensburg – Schleswig mit 28,1 % der Wählerstimmen.
Auf Vorschlag von ihm und Annalena Baerbock beschloss der Bundesvorstand der Grünen im April 2021, dass Baerbock die Kanzlerkandidatin der Grünen zur Bundestagswahl 2021 sein soll. Habeck verzichtete damit auf eine Kanzlerkandidatur. Er bildete aber zusammen mit Baerbock das Spitzenduo für den Wahlkampf, was der Parteitag am 12. Juni 2021 bestätigte. Die Kampagne stand unter dem Motto „Bereit, weil ihr es seid“.

### Vizekanzler und Bundesminister für Wirtschaft und Klimaschutz
Seit dem 8. Dezember 2021 ist er im Rahmen der ersten Ampel-Koalition auf Bundesebene der Stellvertreter des Bundeskanzlers sowie Bundesminister für Wirtschaft und Klimaschutz im Kabinett Scholz.
Eine seiner ersten Amtshandlungen nach Amtsantritt war der Stopp der Zertifizierung für die Gas-Pipeline Nord Stream 2. Im Aktenstudium über Weihnachten waren Habecks Zweifel gewachsen, dass die Inbetriebnahme der Röhre sich positiv auf Deutschlands Versorgungssicherheit auswirken werde.
Die weitere politische Arbeit stand im Zeichen einer drohenden Gaskrise in Folge des russischen Angriffs auf die Ukraine und der bereits im Vorfeld des Angriffs offenbar bewusst mangelhaft befüllten Gasspeicher in Deutschland. Habeck stellte daraufhin Gazprom Germania unter Treuhandverwaltung, ließ den großen Gasspeicher Rehden zwangsweise befüllen und erließ Ministerverordnungen bezüglich zu erfüllender Mindest-Füllstände für die deutschen Gasspeicher. Entgegen Forderungen aus der Union sprach sich Habeck dafür aus, trotz des russischen Angriffs zunächst weiter Öl und Gas aus Russland zu beziehen (Anteil bislang 55 % beim Gas, 34 % beim Öl), um Schaden von der deutschen Wirtschaft abzuwenden. Es gehe darum, Hunderttausende Arbeitslose und Preissprünge, die die Menschen sich nicht mehr leisten könnten, zu verhindern. So floss zumindest bis zum 31. August 2022 noch Gas durch Nord Stream 1, bis der Transit von der russischen Regierung gestoppt wurde. Deutschland reagierte mit der Suche nach neuen Lieferanten und dem Bau von LNG-Terminals in Rekordzeit. Bereits fertiggestellt sind – Stand 2024 – die Terminals Wilhelmshaven, Brunsbüttel, Lubmin, Mukran und Rügen. Damit konnte die lange Zeit befürchtete Gasmangellage mit Produktionsstopps in der Industrie und Einschränkungen für Privathaushalte abgewendet werden. Gas-, Fernwärme-, und Strompreisbremse kappten den Preisanstieg für Verbraucher und vermieden soziale Härten. Zu den energiepolitischen Entscheidungen der Bundesregierung infolge des russischen Angriffs auf die Ukraine wurde ein Untersuchungsausschuss eingesetzt, in dem Habeck ebenso wie Bundeskanzler Scholz zu der Richtlinien-Entscheidung über die dreimonatige Laufzeitverlängerung der drei verbliebenen Atomkraftwerke gehört wurde.
Im Rahmen der Gaskrise beschloss der Koalitionsausschuss, die Novelle des Gebäudeenergiegesetzes, wonach neue Heizungen mit mindestens 65 % erneuerbaren Energien betrieben werden sollten, von 2025 auf 2024 vorzuziehen. Habeck war hier in Zusammenarbeit mit Bauministerin Klara Geywitz federführend. In Folge eines geleakten Vorentwurfs, in dem auch das Förderkonzept noch nicht feststand, geriet Habeck ins Kreuzfeuer der Kritik von Presse, Union und FDP. Dazu trug auch die sogenannte „Trauzeugenaffäre“ im April 2023 bei, die Habecks Personalpolitik kritisierte. Neben dem ehemaligen Bundesgeschäftsführer der Grünen Michael Kellner zum parlamentarischen Staatssekretär berief Habeck kurze Zeit später dessen Schwager und vormaligen Leiter der Denkfabrik Agora Energiewende Patrick Graichen zu seinem beamteten Staatssekretär. Die Affäre endete im Mai mit der Versetzung Graichens in den einstweiligen Ruhestand. Nachdem der ursprüngliche Gesetzesentwurf abgemildert und mit dem neuen Wärmeplanungsgesetz verknüpft worden war, räumte Habeck später Fehler und Unzufriedenheit mit der Bundesregierung ein. Er sei beim Heizungsgesetz zu weit gegangen. In einem von Giovanni di Lorenzo geführten Gespräch mit der Zeit wies Habeck im August 2023 darauf hin, dass Deutschland bei der Umstellung von Heizungen im europäischen Vergleich sehr schlecht dastehe, nur in Ungarn und Großbritannien wurden europaweit weniger Wärmepumpen installiert: „80 Prozent unserer Heizungen laufen auf Gas und Öl, in anderen Ländern sind es nur noch 20 Prozent. Wir müssen da rangehen – oder wir sagen, wir geben die Klimaschutzziele auf.“ Er glaube, dass es in ein paar Jahren heißen werde: „Gut, dass wir es angegangen haben.“
Durch eine Reihe von Gesetzesvorhaben versuchte Habeck die Energiewende auch im Strombereich voranzutreiben. Die Erhöhung der Ausbauziele im EEG 2023, die Beschleunigung von Planungs- und Genehmigungsverfahren, die Beschleunigung des Netzausbaus, die Erhöhung der Einspeisevergütung für Dach-PV-Anlagen, die Erleichterung der Direktvermarktung, die Novelle des Energiewirtschaftsgesetzes (EnWG), die Novelle des Strom- und Energiesteuergesetzes und die verbindliche Festlegung von 2 Prozent der Landesfläche je Bundesland für Windenergie sorgten für einen starken Zubau bei Erneuerbaren Energien, Speichern und Netzen. 2024 stammten zwei Drittel des Stroms in Deutschland aus erneuerbaren Quellen.
Eine gemischte Bilanz weist hingegen Habecks Wirtschaftspolitik auf. Während die Inflation stark reduziert werden konnte und die Energiekosten wieder auf dem Niveau von vor dem Angriff auf die Ukraine liegen, ist das Bruttoinlandsprodukt in den letzten beiden Jahren leicht gesunken, die Arbeitslosenquote ist geringfügig gestiegen und die Wirtschaftsweisen prognostizieren für 2025 allenfalls ein sehr geringes Wachstum. Dazu trug auch der Einbruch in den Absatzzahlen bei Elektroautos bei, der maßgeblich durch Habecks Streichung der Kaufprämie ausgelöst worden war Nötig geworden war diese Maßnahme, nachdem das Bundesverfassungsgericht den zweiten Nachtragshaushalt 2021 für verfassungswidrig erklärt hatte. Mit seinem Vorschlag, eine Investitionsprämie für Unternehmen einzuführen, konnte sich Habeck in der Koalition nicht durchsetzen.
Bei der Amtsübergabe an seine Nachfolgerin Katherina Reiche (CDU) attestierte diese Habeck, er habe nach dem russischen Überfall auf die Ukraine eine „fast übermenschliche Leistung“ erbracht und auch mit unpopulären Maßnahmen dazu beigetragen, dass Deutschland durch die Energiekrise kam.

### Kanzlerkandidat 2025
Zwei Tage nach dem Bruch der Ampelkoalition im November 2024 erklärte Habeck, sich von den Grünen als Kanzlerkandidat für die Bundestagswahl 2025 aufstellen lassen zu wollen. Auf dem Parteitag vom 17. November 2024 wählten ihn die Delegierten der Grünen offiziell zum Kanzlerkandidaten. In seinem Wahlkreis Flensburg – Schleswig unterlag er mit 22,6 Prozent der Direktkandidatin der CDU, Petra Nicolaisen, die 26,5 Prozent erhielt, aber nach der Wahlrechtsreform 2023 nicht in den Bundestag einzog. Habeck wurde über die Landesliste in den Bundestag gewählt. Nach dem Stimmenverlust von Bündnis 90/Die Grünen bei der Bundestagswahl 2025 kündigte Habeck seinen Rückzug aus der Spitzenpolitik an. Er trat Spekulationen entgegen, auf sein Bundestagsmandat verzichten zu wollen und kündigte an, im Auswärtigen Ausschuss mitzuarbeiten.

## Politische Positionen

### Energie- und Umweltpolitik
2013 erklärte Habeck, Schleswig-Holstein sei bereit, Castoren aus dem britischen Sellafield (früher „Windscale“) in Brunsbüttel zwischenzulagern, eine Meinung, die nicht alle Mitglieder der Landesregierung teilten. Von 2014 bis 2016 war er als Mitglied der Landesregierung auch Ordentliches Kommissionsmitglied in der Kommission Lagerung hoch radioaktiver Abfallstoffe (Endlagerkommission) gemäß § 3 Standortauswahlgesetz. Bezüglich eines atomaren Endlagers in Deutschland vertrat Habeck die Ansicht, ein Standort in Gorleben könne „nicht aus politischen Gründen“ ausgeschlossen werden, und erklärte: „Die [Endlager-]Kommission wurde unter dieser Bedingung eingesetzt.“ Damit unterstützte er den umstrittenen Beschluss der Grünen Bundesdelegierten-Konferenz (BDK) von 2012, bei dem sich der ehemalige Bundesumweltminister Jürgen Trittin durchsetzte.
Im Interview mit dem Tagesspiegel äußerte sich Habeck zu seinen Vorhaben als Wirtschafts- und Klimaschutzminister und betonte unter anderem, dass man Branchen wie Stahlhersteller und Basischemie trotz steigender Energiepreise in Deutschland halten wolle. Der Aufbau einer CO2-freien und nachhaltigen Wertschöpfungskette biete gerade auch im internationalen Wettbewerb die besten Standortchancen für Unternehmen mit industrieller Produktion und Gewinnaussichten auch für Mittelstand und Handwerk. Dazu komme es, „indem wir die Schnellsten, die Innovativsten und die Besten dabei sind, die neuen Technologien auf der Basis von erneuerbaren Energien aufzubauen.“ In einer ausgeprägten internationalen Wettbewerbssituation werde der Wandel durch das Bundeswirtschafts- und Klimaschutzministerium auf vielfältige Weise unterstützt, „von der Batteriefertigung über die Microchips, die Digitalisierung bis hin zur Wasserstoffanwendung in der Grundstoffindustrie.“ Man habe sich in den Koalitionsgesprächen darauf verständigt, dass finanziert werde, was perspektivisch zur Erreichung der kompletten Klimaneutralität nötig sei. Unternehmen in Umstellung sollten einen Ausgleich zu den Preisen erhalten, die nicht am Markt realisiert werden könnten: Solange auf Wasserstoff basierte Produktion noch teurer ist, als der Markt sie aufnehmen kann, zahlen wir die Differenzkosten. Perspektivisch erwartet Habeck bei steigenden CO2-Preisen und intensiverem Zertifikatehandel einen Kipp-Punkt, ab dem die Produktion günstiger werde. „Ab diesem Zeitpunkt wird zurückgezahlt. So geht der Staat erst einmal ins Risiko.“
Bei der Gaspipeline Nord Stream 2 ging es laut Habeck immer um ein geopolitisches Projekt, bei dem die Ukraine nicht mehr als Transitland für russisches Erdgas benötigt worden wäre. Nunmehr handle es sich darum, durch Vergrößerung der Versorgungsvielfalt die Abhängigkeit von Russland zu reduzieren, zum einen durch den Ausbau der erneuerbaren Energien, zum anderen durch die Produktion und den Import von grünem Wasserstoff. Energiepolitik habe folglich nicht nur eine ökologische, sondern auch eine geopolitische Dimension. Der mögliche Ausfall russischer Gaslieferungen, die seinerzeit 55 Prozent des gesamten deutschen Gasverbrauchs abdeckten, könnte zum Teil kompensiert werden durch Ausweitung der Anlandungskapazitäten von Flüssiggas in den Niederlanden, Polen und Italien.
Habeck befürwortete im Februar 2023 weiterhin den Atomausstieg und den Verzicht auf die Fracking-Technologie in Deutschland, „vor allem, wenn wir das überragende Ziel meiner politischen Generation ernst nehmen, 2045 klimaneutral zu sein“. Wollte man in Deutschland fracken, müssten erst große gesellschaftliche Debatten geführt werden um den Aufbau einer Fracking-Industrie, die doch alsbald wieder abgebaut werden müsste. Das hält Habeck weder für klug noch für nötig. „Wir sehen auch ohne deutsches Fracking weltweit einen massiven Zuwachs an Flüssiggas in den nächsten Jahren.“

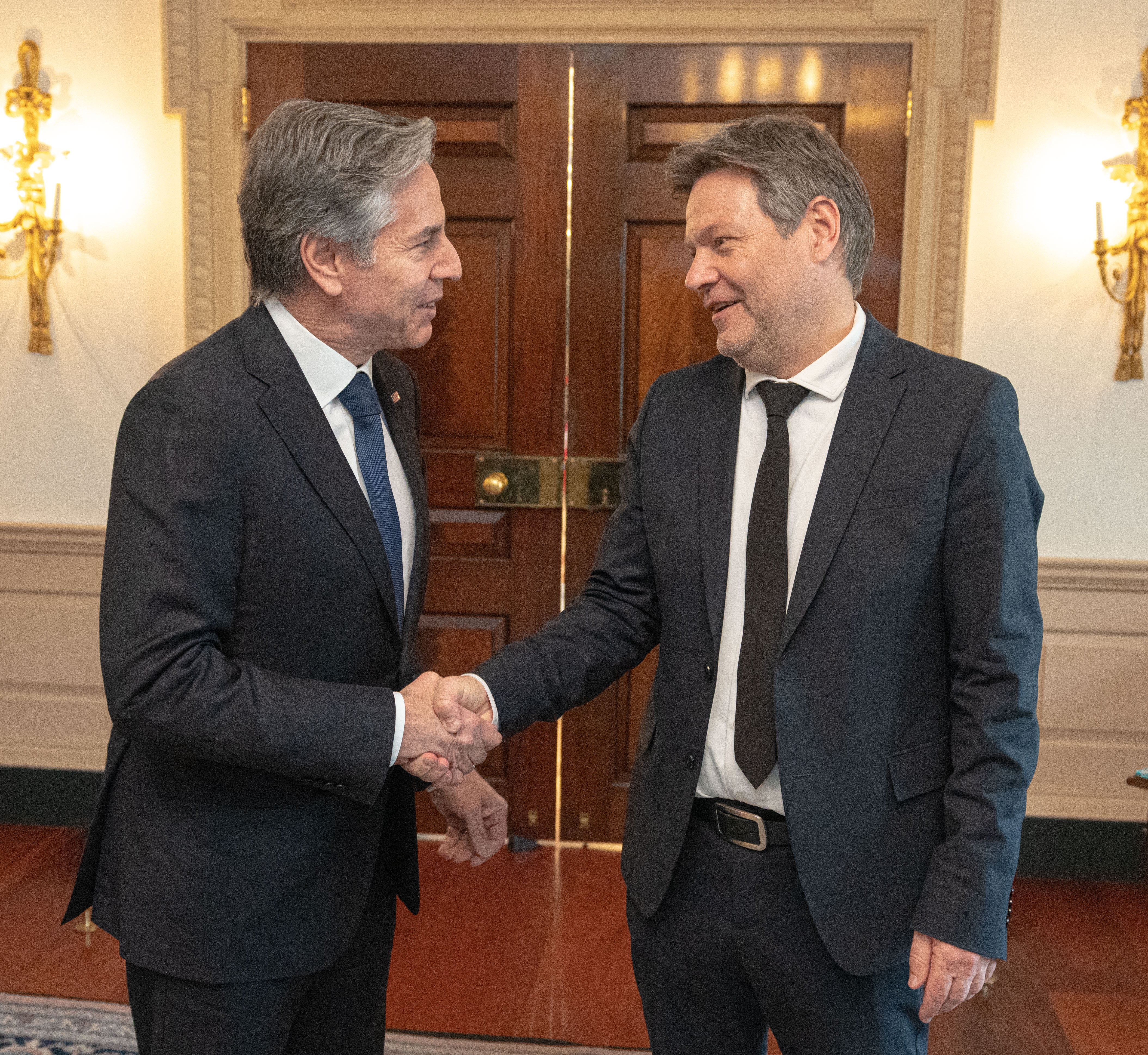
Habeck mit dem US-amerikanischen Außenminister Antony Blinken im US-Außenministerium im Jahr 2023

Im März 2024 kritisierte Habeck bei einer Reise in die USA die US-Regierung, dass sie zu wenig tue, um den sehr hohen amerikanischen Kohlendioxid-Ausstoß zu reduzieren. Problematisch seien vor allem die niedrigen amerikanischen Energiepreise. Bereits vor Antritt der Reise hatte Habeck erklärt, es brauche mehr transatlantische Zusammenarbeit und weniger Protektionismus.

### Naturschutz- und Agrarpolitik
Zum Thema Wolfspopulationen in Deutschland veröffentlichten Habeck und seine Frau Andrea Paluch bereits 2001 ein Jugendbuch Jagd auf den Wolf, das überarbeitet 2019 als Ruf der Wölfe eine Neuauflage erlebte. Als Landesminister in Schleswig-Holstein musste er den Interessenausgleich zwischen Naturschutz und Landwirtschaft organisieren. Im Dezember 2018 dokumentierte die Presse seine Stellungnahme zu dem Konflikt. Einen erleichterten Abschuss von einzelnen Wölfen, die sich nachweislich „nicht artgerecht“ verhielten, fand er vorstellbar. Nichts dagegen hielt er von den geforderten Obergrenzen oder systematischen Abschuss der Tiere zum Schutz der Nutztierhalter. Bei dem teilweise erbitterten Streit um den Wolf „gehe es nur ums Gewinnen, nicht um einen Konsens“, er wolle da einen anderen Politikstil.
Habeck betonte wiederholt die Notwendigkeit, durch konsequente Jagd die Bestände von Reh, Wildschwein und anderem Schalenwild zu regulieren, um die Wildschäden in der Land- und Forstwirtschaft auf einem hinnehmbaren Niveau zu halten. Im April 2016 äußerte Habeck die Ansicht, dass die Art der modernen Tierhaltung und die damit verbundene Tötung von Nutztieren angesichts der reichlichen Verfügbarkeit alternativer Lebensmittel nicht mehr zu rechtfertigen sei. Im Januar 2024 wurde Habeck im Zusammenhang mit den Bauernprotesten von wütenden Protestierenden am Verlassen einer Fähre gehindert. Die Aktion wurde parteiübergreifend scharf kritisiert.

### Innenpolitik
Habeck sprach sich wiederholt dafür aus, die Geflüchteten aus den Lagern auf den griechischen Inseln zu evakuieren.
Im November 2020 stellte Habeck einen 11-Punkte-Aktionsplan gegen islamistische Gefährder vor, den er gemeinsam mit den beiden grünen Innenpolitikern Konstantin von Notz und Irene Mihalic erarbeitet hatte. Das Papier sieht unter anderem mehr Personal in den Behörden vor, um eine engmaschigere Überwachung zu ermöglichen und eventuell bestehende Haftbefehle konsequenter vollstrecken zu können. Auch ein Verbot einschlägiger salafistischer Vereine gehörte zu den Forderungen.
In einem Interview im Jahr 2018 wandte sich Habeck gegen einen ethnischen Volksbegriff, den er deutlich vom völkerrechtlichen Begriff des Staatsvolks abgrenzte. Des Weiteren warnt er davor, identitätspolitische Forderungen unkritisch zu übernehmen.

### Wirtschafts- und Sozialpolitik
Im Februar 2019 stellte Habeck gemeinsam mit Sven Giegold das Konzept eines Bürgerfonds vor, um die Altersvorsorge in Deutschland zu verbessern. Ein Teil des Bruttolohns soll automatisch in einen Fonds fließen. Es soll auch möglich sein, dem zu widersprechen oder freiwillig mehr einzuzahlen. Investiert werden soll ausschließlich in ethisch, sozial und ökologisch unbedenkliche Projekte. Im Rentenalter wird das angesparte Geld dann zusätzlich zur gesetzlichen Rente ausgezahlt. Ein ähnliches Modell gibt es beispielsweise in Schweden.
Habeck ist ein Befürworter des Berliner Mietendeckels, den er als Überbrückungsinstrument bis zum Bau einer ausreichenden Zahl an Wohnungen sieht. Im Zuge der durch Volksbegehren ausgelösten Debatte zur Enteignung privater Wohnungsgesellschaften sprach Habeck zudem davon, dass für den Fall, dass andere Maßnahmen keine hinreichende Wirkung entfalteten, „notfalls die Enteignung folgen“ müsse. Diese Position wurde medial wie auch politisch kontrovers diskutiert. So sprachen sich neben einigen Vertretern von Habecks eigener Partei und politischen Kontrahenten von CDU/CSU, FDP und SPD auch der deutsche Städte- und Gemeindebund vehement dagegen aus und bezeichnete bereits die Debatte über Enteignungen als schädlich.
In der Diskussion um die Schuldenbremse Ende 2019 forderte Habeck eine Reform, die höhere Investitionen in Infrastruktur und Klimaschutz ermöglichen soll. Im April 2020 schlug er mit Blick auf die ökonomischen Folgen der COVID-19-Pandemie ein 500-Milliarden-Euro-Investitionsprogramm für einen Zeitraum von zehn Jahren vor, „um die Wirtschaft wieder aufzubauen und krisenfest zu machen“. Das Ziel des Programmes müsse sein, die deutsche Wirtschaft und Gesellschaft klimaneutral zu machen.
Anlässlich des Wirecard-Skandals sprach Habeck sich für strengere Regeln für Wirtschaftsprüfer und eine Neuaufstellung der Finanzaufsicht aus und forderte die Aufstellung einer zentralen „Finanzpolizei“ des Bundes.
Im Interview mit dem Spiegel erläuterte Habeck im Januar 2022 seinen Ansatz zu einer modifizierten Ausrichtung des Jahreswirtschaftsberichts. Neben der Betrachtung des Wirtschaftswachstums in den verschiedenen Bereichen sollen künftig Kriterien wie Bildung, Verteilungsgerechtigkeit und Umweltzerstörung mitberücksichtigt werden. Einen generellen Verzicht auf wirtschaftliches Wachstum hält Habeck für falsch. Ohne Wachstum und Produktivitätszuwächse werde eine Gesellschaft ärmer. Allerdings solle man sich fragen, wo und zu welchem Preis Wertschöpfung generiert werde. Wenn eine große Volkswirtschaft wie die deutsche vorangehe und den Wohlstand des Landes komplexer messe als bisher, werde das zum Nachahmungsanreiz für andere. „Wir wollen nachweisen, dass Ressourceneffektivität gut für die Wirtschaft ist. Das wird dann auch im Wettbewerb mit anderen Ländern hoch attraktiv.“
Auf eine Umfrage unter Spitzenmanagern und Unternehmen angesprochen, der zufolge die meisten der Aussage zugestimmt hätten, dass Deutschland wirtschaftlich seinen Zenit überschritten und die besten Jahre hinter sich habe, erklärte Habeck der Zeit im August 2023, dass an der Wettbewerbsfähigkeit hart gearbeitet werden müsse, man in der Vergangenheit aber kollektiv weggeschaut habe. Es könne doch keine Überraschung sein, „dass wir als Gesellschaft älter werden. Dass wir eine klaffende Lücke an Fachkräften haben. Dass andere Länder in der Digitalisierung weiter sind als wir. Dass fast halb Europa intelligentere Stromsysteme hat.“ Investitionshemmnisse müssten weggeräumt, Bürokratie reduziert, die „unzähligen Berichtspflichten“ entschlackt werden. „Daran sind wir dran.“ Die Rede vom überschrittenen Zenit klinge für ihn nach „schlecht gelaunter Untergangsstimmung“.
Zur Verbesserung der Einnahmesituation der Sozialversicherungssysteme schlug Habeck im Bundestagswahlkampf 2025 vor, neben dem Arbeitslohn auch Erträge aus Kapitalanlagen sozialversicherungspflichtig zu machen. Die Vergrößerung der Beitragsgrundlage der gesetzlichen Krankenversicherung sei „ein Schritt zu mehr Solidarität innerhalb des Systems“.

### Corona-Krise
In einem Interview mit dem Tagesspiegel Ende Mai 2020 erwog Habeck anlässlich der Corona-Krise, dass Gesundheitsvorsorge „vielleicht zum ersten Mal“ wichtiger gewesen sei als Gewinninteressen und Wirtschaftswachstum. „Die Lehre daraus ist, dass wir unsere Wirtschaft so gestalten, dass sie den gemeinsamen Interessen dient und krisenfest wird.“ Umwelt- und Klimaschutz seien Teil der Gesundheitsvorsorge. „Die Zeit der kleinen Kompromisse ist vorbei. Alle Parteien können viel größer denken.“ Mit dem zur Krisenbewältigung mobilisierten Geld müssten sowohl Wirtschafts- als auch Klimakrise bekämpft werden. Der frühere Einwand, ein Tempolimit auf deutschen Autobahnen würde die Freiheit einschränken, wirke nach den Entscheidungen in der Corona-Krise geradezu lächerlich. „Wenn man mutig agiert, kann man die Bereitschaft zur Veränderung breit verankern. Ehrgeizige Politik hat eine zweite Luft bekommen.“
Am 6. Mai 2021 forderte er von der Bundesregierung die Patentaussetzung für Corona-Impfstoffe. Als Minister in der rot-grün-gelben Regierung änderte er jedoch seine Meinung und äußerte sich ablehnend zur Freigabe von Impfstoffen. Dies führte zu Kritik von unter anderem Ärzte ohne Grenzen, Amnesty International, Oxfam, Brot für die Welt und dem Deutschen Institut für Ärztliche Mission.

### Russischer Überfall auf die Ukraine seit Februar 2022

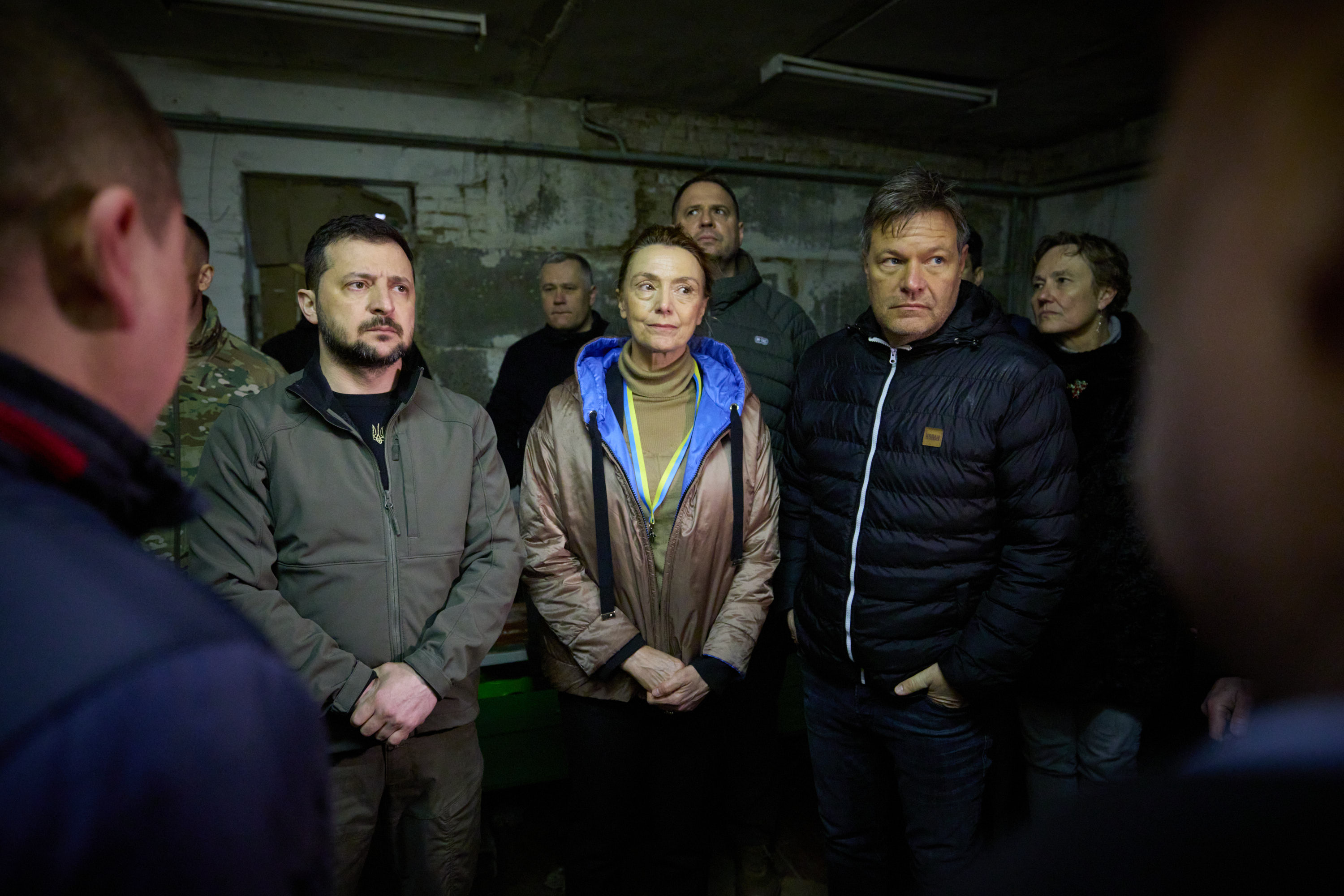
Habeck bei einem Ukraine-Besuch mit dem ukrainischen Staatspräsidenten Wolodymyr Selenskyj und der Generalsekretärin des Europarats, Marija Pejčinović Burić

Bei einem offiziellen Besuch in der Ukraine auf Einladung des Staatspräsidenten Wolodymyr Selenskyj im Mai 2021 befürwortete Habeck in einem Interview mit dem Deutschlandfunk mit Bezug auf den Ostukraine-Konflikt deutsche Exporte von Defensivwaffen zur Selbstverteidigung (MedEvac, Nachtsichtgeräte, Kampfmittelbeseitigung) an die Ukraine und löste damit auch bei einem Teil der eigenen Partei Irritationen aus.
Zwei Tage nach dem Beginn des Überfalls äußerte Habeck Verständnis für die Enttäuschung und Wut der Ukrainer über die Beschränkung des Westens auf Wirtschaftssanktionen. „Wäre ich jetzt der Energie- und Wirtschaftsminister der Ukraine, würde ich mich wahrscheinlich verraten und verkauft fühlen“, zitierte ihn der Tagesspiegel am 27. Februar. Man könne der Ukraine tragischerweise nicht wirklich helfen. „Wir können nicht in einen Krieg mit Russland ziehen. Wir können keinen dritten Weltkrieg auslösen.“ Gegenüber Putin seien der Westen, Europa und Deutschland auch angesichts von dessen Verlautbarungen aus dem vergangenen Sommer zu naiv gewesen.
Auf die von der Ukraine gewünschte Lieferung von Kampfflugzeugen angesprochen, sagte Habeck Mitte Februar 2023 im Interview mit der Zeit: „Das ist keine Debatte, die wir führen.“ Zu dem von Alice Schwarzer und Sahra Wagenknecht initiierten Manifest für Frieden befragt, antwortete er, dass auch er sich wünsche, „dass dieser Krieg ein Ende hat“. Doch sehe er in dem Manifest wesentliche Dinge ausgeblendet. Die Ukraine als souveräner Staat dürfe nicht in Frage gestellt werden und Grenzen dürften nicht mit Gewalt verschoben werden, was Putin aber tue. Dessen Überfall auf ein souveränes Nachbarland, das er von der Landkarte zu tilgen versuche, nannte Habeck Imperialismus. „Wenn dieser Imperialismus siegt, bringt das keinen Frieden.“

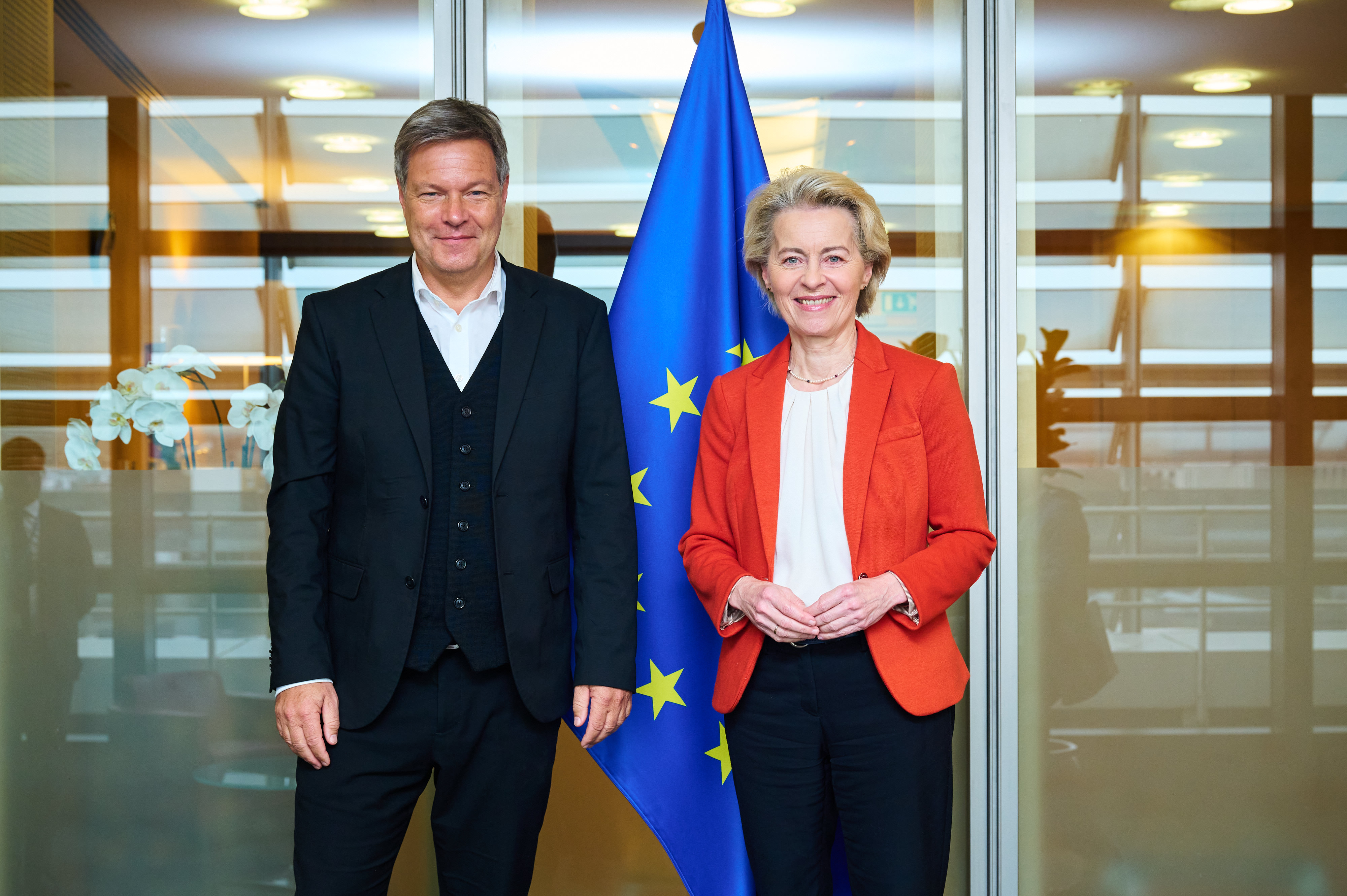
Habeck mit der EU-Kommissionspräsidentin, Ursula von der Leyen

Habeck forderte angesichts der wachsenden geopolitischen Bedrohung, dass Deutschland sich in Europa stärker führend einbringen müsse. Die Freiheit sei von innen wie von außen bedroht, wie wachsender Populismus und protektionistische Tendenzen zeigen würden. „In Europa warten alle auf Deutschland. Aber niemand auf der Welt wartet auf Europa“, sagte Habeck. Damit Deutschland in Europa eine wichtigere Rolle übernehmen könne, sei mehr Solidarität in der Gesellschaft gefordert. Nur so könne sich Deutschland angesichts der veränderten Weltlage behaupten.
Im November 2024 äußerte Habeck in Interviews, dass er im Falle seiner Wahl zum Kanzler der Ukraine die umstrittenen Taurus-Marschflugkörper liefern würde, was bisher von der Ampelkoalition abgelehnt worden war, da unter anderem mit dem Risiko eines Kriegseintritts Deutschlands argumentiert wird, siehe Taurus-Kontroverse.

### Krieg in Israel und Gaza 2023
Habeck erklärte Anfang November zum Krieg in Israel und Gaza, dass die Hamas im Grunde zerstört werden müsse, weil sie den Prozess des Friedens im Nahen Osten zerstöre und an der anzustrebenden, von ihm unterstützten Zweistaatenlösung gar nicht interessiert sei. Habeck unterstützte grundsätzlich die Haltung der israelischen Regierung in ihrem Vorgehen gegen die Hamas. Die israelischen Streitkräfte seien beim Vorgehen gegen die Hamas an das Völkerrecht gebunden und gehalten, zivile Opfer zu minimieren. Habeck befand: „Das tun sie aber auch beziehungsweise werden sie tun. Alle diplomatischen Bemühungen sind darauf gerichtet, dass das passiert.“ Den Vorwürfen eines Völkermords durch Israel widersprach er deutlich und bezeichnete diese als „eine komplette Verdrehung von Opfern und Tätern“.
In einer Videoansprache, die das Bundesministerium für Wirtschaft und Klimaschutz in den sozialen Netzwerken verbreitete, kritisierte Habeck jede Form von Antisemitismus deutlich und erklärte: „Die Sicherheit Israels ist unsere Verpflichtung“. Gespräche mit einer jüdischen Gemeinde in Frankfurt sowie mit türkischen Regierungsmitgliedern bei einer Reise nach Ankara hätten ihn dazu gebracht, das Video aufzunehmen.

## Medienauftritt
Im Januar 2019 nahm Habeck in seiner Rolle als Co-Bundesvorsitzender der Grünen einen Videoclip mit einem Aufruf zur Landtagswahl in Thüringen am 27. Oktober 2019 auf. Adressat des Clips waren die Wahlkämpfenden im Grünen-Landesverband Thüringen. In dem Clip sagte er unter anderem: „Wir versuchen, alles zu machen, damit Thüringen ein offenes, freies, liberales, demokratisches Land wird, ein ökologisches Land.“ Der Landesverband veröffentlichte das Video auf Twitter. Habeck sagte „wird“ statt „bleibt“ (was offenbar gemeint war); dadurch entstand der Eindruck, Thüringen sei kein demokratisches Land. Die Thüringer Grünen reagierten rasch und schrieben zur Erklärung: „Wir haben Robert Habecks Aufruf vom Netz genommen, weil viele ihn falsch verstanden haben.“
Vor der Landtagswahl in Bayern im Oktober 2018 rief Habeck unter anderem dazu auf, die „Alleinherrschaft“ der CSU zu beenden. Auch dafür wurde er öffentlich kritisiert. Er bat hierzu um Entschuldigung und kündigte an, sich von den Plattformen Twitter und Facebook zurückzuziehen. 2024 wandte sich Habeck wieder den Sozialen Medien zu. Er eröffnete Accounts auf TikTok und X.
Am 12. Februar 2025, im Vorfeld der Bundestagswahl 2025, war Habeck als Kanzlerkandidat seiner Partei bei Stefan Raab in der Show Du gewinnst hier nicht die Million zu Gast.

## Privates
Als Jugendlicher sammelte Robert Habeck Briefmarken (Philatelist) und war von 1983 bis 1991 Mitglied in der Arbeitsgemeinschaft Brasilien im Bund Deutscher Philatelisten.
1996 heirateten Robert Habeck und die Schriftstellerin Andrea Paluch. Seine Ehefrau hatte er während des Studiums in Roskilde kennengelernt. Habeck spricht fließend Dänisch. Das Ehepaar hat vier Söhne. Die Söhne haben einen engen Bezug zur dänischen Minderheit in Deutschland, sprechen Dänisch untereinander und studieren (Stand: 2021) alle in Dänemark. Im Jahr 1999 zog die Familie nach Lüneburg und 2001 nach Großenwiehe nahe Flensburg. Später zog die Familie direkt nach Flensburg. Habeck trat aus der evangelischen Kirche aus und leistete seinen Amtseid als Minister ohne Gottesbezug. Seit dem Besuch eines Schlachthofes im Jahr 2013 in seiner damaligen Funktion als schleswig-holsteinischer Landwirtschaftsminister ist Habeck Vegetarier.

Im Juni 2024 äußerte Habeck in einem Interview, dass er sich bereits als Jugendlicher intensiv mit der Geschichte seiner Familie und auch mit der Schuld seines Urgroßvaters Walter Granzow (SS-Brigadeführer) und seines Großvaters Kurt Granzow (SA-Obersturmführer) in der Zeit des Nationalsozialismus auseinandergesetzt habe. „Diese persönliche Auseinandersetzung hat mein politisches Denken, Handeln und Reden mitgeprägt und nimmt mich bis heute in die politische Pflicht.“ 

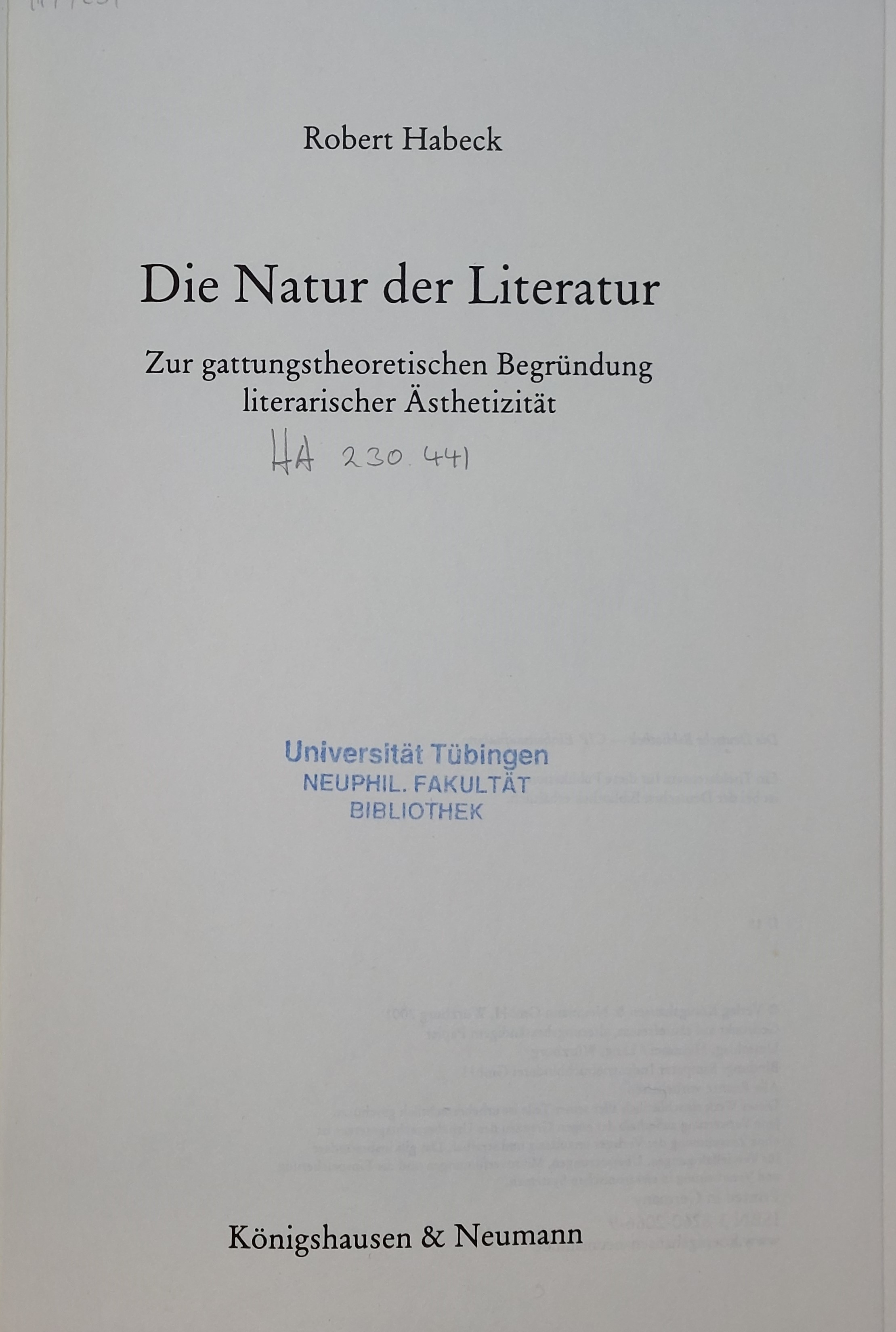
Dissertation (2001)

## Veröffentlichungen